# Molley Corner
Der Molley Corner (in Argentinien Cabo Heinen) ist eine Landspitze im Osten der westantarktischen James-Ross-Insel. Sie liegt 5 km östlich des Kap Obelisk am Nordufer der Röhss-Bucht und markiert die östliche Begrenzung der Einfahrt zur Bahía Heynen.
Das UK Antarctic Place-Names Committee benannte sie 1983 nach Midshipman William Molley, dritter Maat an Bord der Terror während der Antarktisexpedition (1839–1843) des britischen Polarforschers James Clark Ross. Argentinische Wissenschaftler benannten die Landspitze dagegen nach Adrián Enrique Heynen [sic!], Funker einer Avro Lincoln B019, bei deren Absturz am 22. März 1950 in der chilenischen Provinz Tierra del Fuego alle Besatzungsmitglieder ums Leben kamen.